# Кокерский университет
Кокерский университет (англ. Coker University) — частный университет в Хартсвилле, Южная Каролина, США. Он был основан в 1908 году и аккредитован Южной ассоциацией колледжей и школ. Спортивные команды Кокера по прозвищу «Кобры» соревнуются в NCAA Division II.

## История

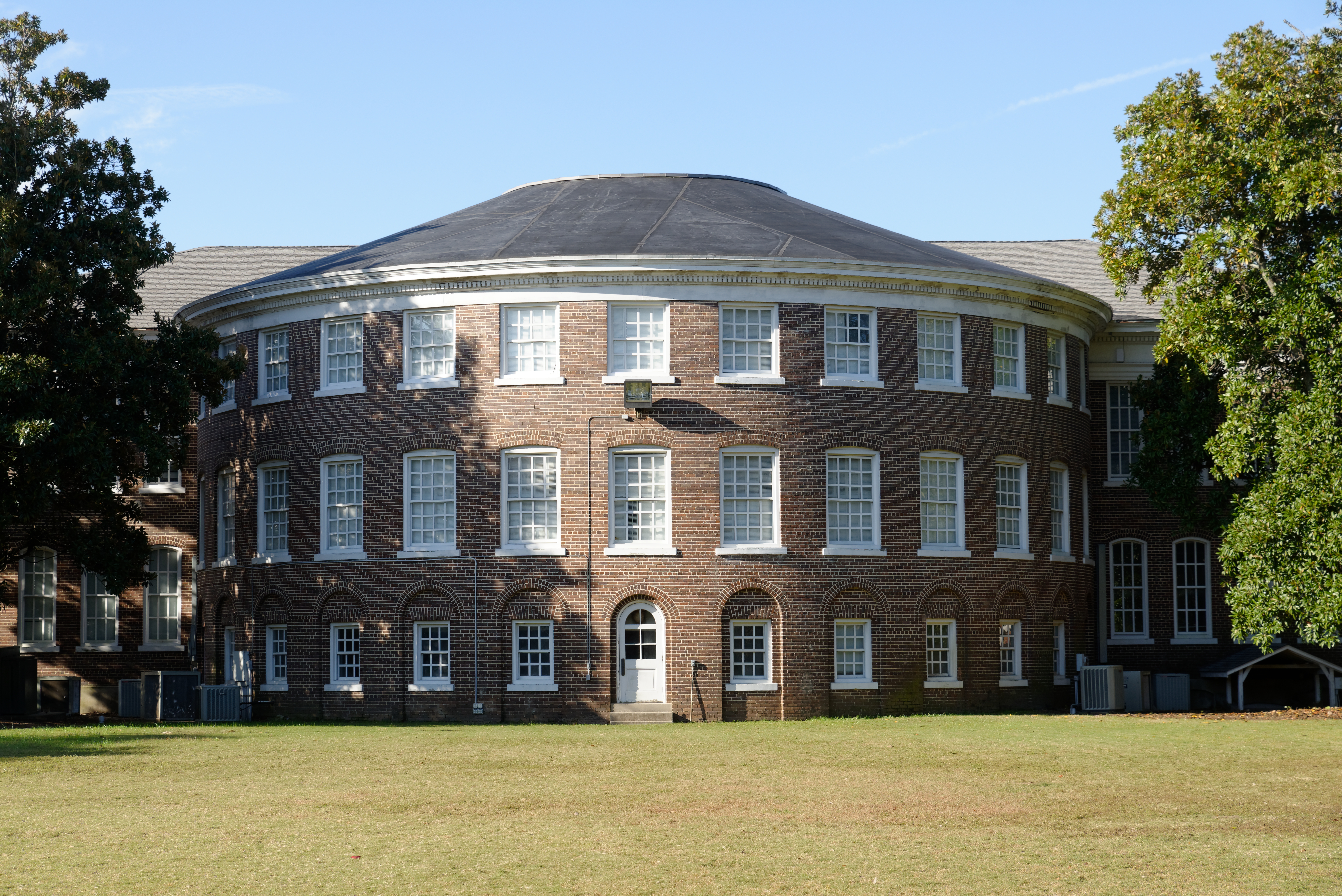
Вид сзади на Дэвидсон-холл, здание в Национальном реестре исторических мест

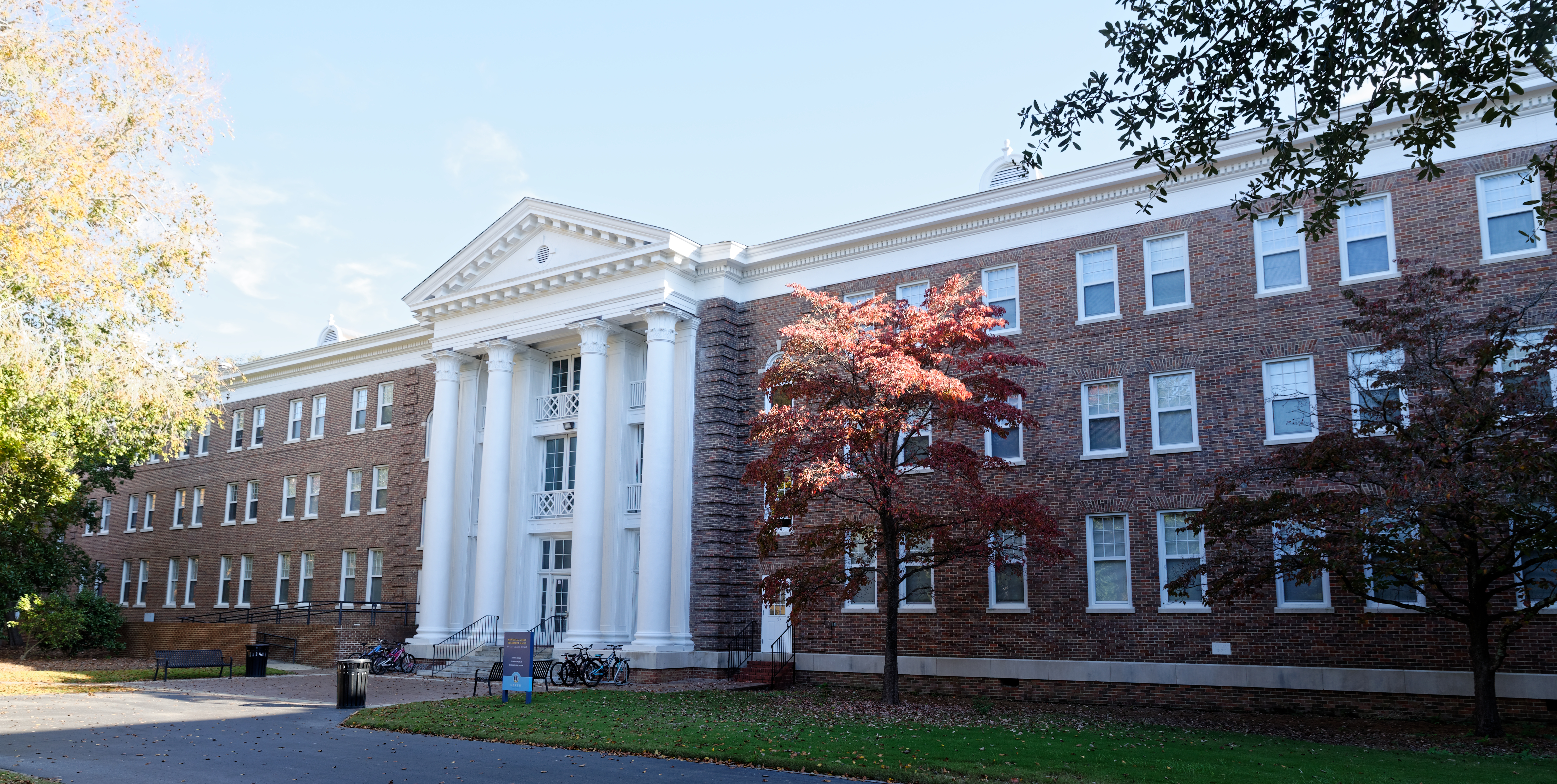
Мемориальный зал, здание в Национальном реестре исторических мест

Университет Кокера начал свою деятельность в 1894 году как средняя школа Welsh Neck High School, основанная местным бизнесменом и ветераном Гражданской войны в США майором Джеймсом Лайдом Кокером (1837–1918). В 1908 году, когда Южная Каролина создала систему государственных школ штата, Кокер возглавил усилия по преобразованию школы в Колледж Кокер для женщин. Дэвидсон-холл и Мемориальный зал внесены в Национальный реестр исторических мест.
С 1920-х годов и сразу после Второй мировой войны это был единственный колледж между Колумбией и Чарлстоном, аккредитованный Южной ассоциацией колледжей и школ. Кокер ранее был связан с Баптистской конвенцией Южной Каролины, но с 1944 года не является конфессиональным.
Школа естественных наук и математики губернатора Южной Каролины располагалась в кампусе Кокера с 1988 года до переезда в собственный кампус в 2003 году.
С 1 июля 2019 года Кокерский колледж (Coker College) получил название Кокерского университета (Coker University).

## Академическая деятельность
Кокерский университет называет академическую программу четырёхлетнего бакалавриата программой Trans4mations, где первый год является базовым, второй год требует работы и посещения культурных мероприятий, а третий год требует не менее двух недель обучения за пределами кампуса; последний год называется «замковым камнем» (capstone). Программа изучения гуманитарных наук (LASP) делится на основные навыки, знание искусств, знание поведенческих наук, знание гуманитарных наук, знание естественных наук, знание Соединённых Штатов и знание большого мира.
Колледж также предлагает индивидуальные специальности и двойные специальности, программы самоопределения, специализации и предпрофессиональные программы.

## Кампус
Главный кампус площадью 15 акров (6,1 га) состоит в основном из кирпичных зданий в георгианском стиле, некоторые из которых (например, Дэвидсон-холл, где расположены классы круглых столов колледжа) внесены в Национальный реестр исторических мест. Дом выпускников (Drengaelen), Дом президента, офисы декана и президента (Дом Дэвида и Мэй Кокер) и Офисы регистратора (Дом Лоутона-Уилсона) расположены в старых особняках на северной окраине кампуса.
Хартсвилл и Кокерский университет многим обязаны щедрости семьи Кокер, основателей Sonoco и Coker’s Pedigreed Seed Company. Покровительство семьи Кокер колледжу привело к тому, что в подавляющем большинстве зданий на территории кампуса Кокер упоминается где-то в названии.

### Общежития
Общежития на территории кампуса включают Мемориал (1914), Белк (1916), Кокер (1916) и Граннис (1969), которые примыкают к столовой Линвилля (1916). Ричард и Так Кокер-холл (1988), обычно называемые RTC, и Джеймс Лайд Кокер III (2009) занимают отдельные здания возле Мемориального зала. Большинство старых общежитий были реконструированы с 2005 года и полностью модернизированы. Новое общежитие, общежитие Бетти Ю. и Чарльза Л. Салливанов-младших в The Village at Byerly Place, открылось в 2013 году. В 2011 году Кокерский университет открыл Coker Downtown Lofts, а в 2012 году Downtown Flats, расположенные недалеко от кампуса в центре Хартсвилла. Обеденный зал с услугами, предоставляемыми Sodexo, предлагает питание в стиле столовой с несколькими вариантами (включая вегетарианские блюда) на каждый приём пищи.  В Мемориальном зале находятся гостиная, бальный зал/столовая для особых мероприятий.

### Библиотека
В январе 2008 года студенты начали использовать Библиотеку и центр информационных технологий Чарльза У. и Джоан С. Кокер площадью 40 000 кв. футов (3700 м²). Новая библиотека была построена полностью на пожертвования в рамках капитальной кампании и является примером щедрости выпускников Кокера по отношению к колледжу. Бывшая Мемориальная библиотека Джеймса Лайда Кокера теперь называется Мемориальным общежитием Джеймса Лайда Кокера.

## Спорт
Рядом с главным кампусом находится спортивный комплекс площадью 22 акра (9,1 га) с площадками для бейсбола, софтбола, футбола и тенниса. Рядом с легкоатлетическим комплексом находится Центр ДеЛоача, в котором есть тренажёрный зал на 1908 мест, вспомогательный тренажёрный зал, интерактивные классы, тренажёрный зал только для студентов-спортсменов, фитнес-центр, спортивные офисы и многое другое.
В колледже есть 21 университетская программа по лёгкой атлетике, которые участвуют в Южноатлантической конференции. Они включают женский баскетбол, мужской баскетбол, бейсбол, софтбол, женский волейбол, мужской лякросс, женский лякросс, женский теннис, мужской теннис, женский гольф, мужской гольф, женский футбол, мужской футбол, женский хоккей на траве, женский кросс, мужской кросс, женскую лёгкую атлетику (в помещении/на открытом воздухе), мужскую лёгкую атлетику (в помещении/на открытом воздухе) и борьбу.
В сезоне 2013 года бейсбольная команда Кокера выиграла титул турнира Conference Carolinas Tournament, заработала первую в истории постсезонную заявку команды, выиграла Юго-восточный региональный чемпионат NCAA и вышла на национальный чемпионат NCAA DII по бейсболу. Они закончили год с рекордом 38–16.

## Известные выпускники
- Бонни Этель Коун[англ.], основательница Университета Северной Каролины в Шарлотте[англ.]
- Терренс Хейс[англ.], поэт[19]
- Патрик Эрл Хэмми[англ.], художник
- Харви Гилберт[англ.], психолог и эксперт по поствьетнамскому стрессовому синдрому
- Мэриан Макнайт[англ.], Мисс Америка 1957[20][21]
- Рут Патрик, ботаник и лимнолог[22]
- Джеймс Макбрайд Даббс[англ.], писатель и правозащитник
- Эдит Митчелл Даббс[англ.], писательница